# Garland (Utah)
Garland és una població dels Estats Units a l'estat de Utah. Segons el cens del 2000 tenia 6.000 habitants.

## Demografia
Segons el cens del 2000, Garland tenia 1.943 habitants, 588 habitatges, i 476 famílies. La densitat de població era de 423,8 habitants per km².
Dels 588 habitatges en un 51,5% hi vivien nens de menys de 18 anys, en un 69,2% hi vivien parelles casades, en un 7,8% dones solteres, i en un 18,9% no eren unitats familiars. En el 17,5% dels habitatges hi vivien persones soles el 8,5% de les quals corresponia a persones de 65 anys o més que vivien soles. El nombre mitjà de persones vivint en cada habitatge era de 3,3 i el nombre mitjà de persones que vivien en cada família era de 3,74.
Per edats la població es repartia de la següent manera: un 39,6% tenia menys de 18 anys, un 10,4% entre 18 i 24, un 27,3% entre 25 i 44, un 14% de 45 a 60 i un 8,6% 65 anys o més.
L'edat mediana era de 25 anys. Per cada 100 dones de 18 o més anys hi havia 95,2 homes.
La renda mediana per habitatge era de 38.679 $ i la renda mediana per família de 42.426 $. Els homes tenien una renda mediana de 35.518 $ mentre que les dones 22.237 $. La renda per capita de la població era de 13.408 $. Entorn del 5,7% de les famílies i el 6,9% de la població estaven per davall del llindar de pobresa.

## Poblacions més properes
El següent diagrama mostra les poblacions més properes.